# 52260 Ureshino
52260 Ureshino este o planetă minoră (asteroid), cu un diametru de 4,08 km, din centura de asteroizi. A fost descoperită pe 22 mai 1982 la Kiso Observatory⁠(d) de Hiroki Kosai⁠(d). 
Obiectul prezintă o orbită caracterizată de o semiaxă mare de 2,3978160708082 UAi, o excentricitate de 0,22, o înclinație de 24,9 ° în raport cu ecliptica.